# Tasiocera angustistylus
Tasiocera angustistylus är en tvåvingeart som beskrevs av Alexander 1926. Tasiocera angustistylus ingår i släktet Tasiocera och familjen småharkrankar. Inga underarter finns listade i Catalogue of Life.